# أدريان هيرنانديز (ملاكم)
أدريان هيرنانديز (بالإسبانية: Adrián Hernández)‏ مواليد 10 يناير 1986 في تولوكا، ولاية مكسيكو، المكسيك، هو ملاكم محترف مكسيكي يصنف ضمن فئة وزن الذبابة. حقق بطولة المجلس العالمي للملاكمة.

## إحصائيات
خاض خلال مسيرته 35 نزالا، فاز في 30 وتعادل في 1 وخسر في 5. فاز بالضربة القاضية في 18 نزالا.

## روابط خارجية
- أدريان هيرنانديز على موقع بوكس ريك (الإنجليزية) (registration required)